# Tunel Prackovice
Tunel Prackovice je dálniční tunel na dálnici D8 na území obce Prackovice nad Labem v okrese Litoměřice, v Českém středohoří, resp. v Kostomlatském středohoří. 

## Historie
V letech 2004–2005 byla v rámci geotechnického průzkumu vyražena průzkumná štola v ose levé tunelové trouby.
Výstavba úseku dálnice D8 přes České středohoří mezi Lovosicemi a Řehlovicemi o délce 16,4 km byla zahájena v říjnu 2007. Předcházely jí spory s ekologickými sdruženími a organizacemi o vedení dálnice, které pokračovaly i během realizace. Původní termín otevření úseku 2010 se tak dodržet nepodařilo. Výstavbu celého úseku realizovalo sdružení společností Eurovia CS, Metrostav, SMP CZ a Berger Bohemia, celkové náklady dosáhly výše 9 miliard korun. Stavba samotného tunelu Prackovice, kterou prováděla firma Metrostav se subdodavateli (Subterra, Zakládání staveb), započala v říjnu 2007, ražba probíhala od října 2008 do června 2009.
Zatímco část dálnice z Lovosic do Bílinky byla otevřena v roce 2012, zprovoznění zbývající části zkomplikoval sesun svahu během povodní v roce 2013. Musel tak být odstraněn rozsáhlý zával, na což navázala sanace svahu a kompletní obnova zničeného úseku dálnice o délce asi 200 m. Celý dálniční úsek z Bílinky do Řehlovic byl i s tunelem Prackovice slavnostně zprovozněn 17. prosince 2016.

## Popis
Dálniční tunel se dvěma dvoupruhovými tubusy délek 260 m (pravý) a 270 m (levý) podchází vrcholovou partii hřebene kopce Debus, v místě Prackovického lomu. Na tunel ve směru na Ústí nad Labem navazuje most přes potok. Obě tunelové trouby byly raženy novou rakouskou tunelovací metodou, přičemž ražená část pravého tubusu dosahuje délky 133 m a levého tubusu 150 m; zbylé části u portálů byly hloubeny.